# Shakayla Thomas
Shakayla Nicole Thomas (Sylacauga, 5 maggio 1996) è una cestista statunitense.

## Carriera
È stata selezionata dalle Los Angeles Sparks al secondo giro del Draft WNBA 2018 (23ª scelta assoluta).

## Palmarès

### En club
- First Pick All Star Ligue Féminine de Basket : saison 2023-2024